# Pomorska enciklopedija
Pomorska enciklopedija prvo je enciklopedijsko izdanje (Jugoslavenskog) Leksikografskoga zavoda (Leksikografski zavod osnovan je 1950. godine). Prvi svezak te enciklopedije objavljen je 1954. godine, a objavljeno je 8 svezaka. Posljednji je svezak prvoga izdanja objavljen godine 1964., a drugoga 1989. godine.

## O izdanju
Pomorska enciklopedija je stručna enciklopedija, koja obuhvaća znatan dio materijala opće enciklopedije, ostajući u granicama pomorstva u širem smislu riječi. Pokrenuta je sa zadatkom da nadoknadi propuste prošlosti te unaprijedi našu pomorsku praksu i teoriju. Redakcija Pomorske enciklopedije, shvaćajući pomorstvo kao širok skup znanstvenih disciplina i praktičnih djelatnosti usmjerenih na iskorištavanje mora, obuhvatila je: biologiju, brodogradnju, opremu broda, ekonomiku pomorstva, etnologiju, geografiju, higijenu, meteorologiju, oceanografiju, pravo, historiju, povijest pomorskih ratova, ratnu mornaricu, unutrašnju plovidbu, ribarstvo i pomorsku terminologiju u 7 jezika (hrvatski (pod imenom hrvatski ili srpski), engleski, francuski, njemački, ruski, španjolski i talijanski).
Za razliku od sličnih djela u enciklopedijskoj literaturi, posebno stranih enciklopedijskih djela koja prikazuju pomorstvo isključivo kroz brodogradnju, opremu broda i porabu broda (čamca), Pomorska enciklopedija Leksikografskoga zavoda obuhvaća širi skup disciplina. To je rezultat potrebe hrvatskih pomoraca za stručnom literaturom i da enciklopedija bude pristupačna širem krugu ljudi. Do danas su objavljena dva izdanja: prvo, 1954. − 1964. i drugo, 1972. − 1989.
Iz Predgovora Pomorske enciklopedije:
| » | Leksikografski zavod, preuzimajući 1950 organizaciju i redakciju Pomorske enciklopedije od Jugoslavenske akademije, preuzeo je od Akademije osnovnu zamisao, koja je nastala nakon dugih i svestranih dogovora s velikim krugom interesenata. Nastavivši rad, s nešto suženim opsegom, s obzirom na struke, Redakcija Pomorske enciklopedije izostavila je prikaz kulturnog života na našem primorju; nakon odluke o pokretanju Enciklopedije Jugoslavije, prikaz kulturnog života primorja u Pomorskoj enciklopediji nema opravdanja. | « |
|   | |   |

Godine 1950. Miroslav Krleža, osnivač i direktor Leksikografskoga zavoda Federativne Narodne Republike Jugoslavije pozvao je Matu Ujevića, usprkos različitim svjetonazorima, da mu bude pomoćnik vjerujući njegovom znanju i stručnosti u enciklopedistici i leksikografiji. Prva je enciklopedija koja izlazi nakon osnivanja Leksikografskoga zavoda, Pomorska enciklopedija (1954.), kojoj je glavni urednik Mate Ujević. Pomorska enciklopedija koja je izašla u osam svezaka prema riječima Lawrence S. Thompson (University of Kentucky, Lexington) jedno je od najboljih izdanja svoje vrste u svijetu. Ta enciklopedija osim što je stručna enciklopedija za pomorce obuhvaća znatan dio i drugih struka kao što su pravo, povijest, geografija i drugo. Izlazak prvog sveska Pomorske enciklopedije tisak je proglasio velikim kulturnim događajem, a hrvatski publicist Miroslav Feller duhovito je napisao u Novom listu da Pomorska enciklopedija može biti štivo zanimljivije i napetije od romana, da pomorcima može biti neusporediva putna lektira, a onima što ostaju kod kuće, »brod kojim će preploviti sva mora svijeta, proći sve prostore i sva vremena, krcajući svuda korist i radost, iskrcavajuću usput mnoge zablude«.